# Hureczko
Hureczko [xuˈrɛt ͡ʂkɔ] je obec v Polsku. Leží ve Gmině Medyka nedaleko města Przemyšle v Podkarpatském vojvodství. Jižně od obce leží obec Hurko, východně město Medyka s velkou železniční přechodovou stanicí při hranici Ukrajinou.